# Passo Fangacci
Passo Fangacci è un passo dell'Appennino toscano, a 1.228 m s.l.m., che unisce le località di Camaldoli e Badia Prataglia, frazioni del comune di Poppi.
Il passo è posto al confine tra le regioni Toscana ed Emilia-Romagna. Difatti la strada, come SP124 della Provincia di Arezzo, attraversa per un brevissimo tratto il territorio del comune di Bagno di Romagna, riuscendone poco dopo. Il tratto romagnolo è sterrato, mentre la restante è in parte asfaltata.
Sul passo è presente l'omonimo rifugio del C.A.I..
Da qui partono alcuni sentieri, tra i quali quello per la Foresta della Lama, all'interno del Parco nazionale delle Foreste Casentinesi, Monte Falterona e Campigna, o per l'Eremo di Camaldoli.